# Stenalcidia ocularia
Stenalcidia ocularia är en fjärilsart som beskrevs av Barnes och Mcdunnough 1916. Stenalcidia ocularia ingår i släktet Stenalcidia och familjen mätare. Inga underarter finns listade i Catalogue of Life.